# Passage des Panoramas
Passage des Panoramas je pasáž v Paříži ve 2. obvodu. Pasáž je od roku 1974 chráněná jako historická památka.

## Poloha
Pasáž vede od jihu na sever. Spojuje ulice Rue Saint-Marc u č. 10 a Boulevard Montmartre u č. 11.

## Historie
Výstavba pasáže probíhala v letech 1799–1800 na místě, kde stál palác Hôtel de Montmorency-Luxembourg. Její název je odvozen od atrakce umístěné u vchodu, což byly dva válce, ve kterých byly umístěny panoramatické záběry velkých měst. Obě panoráma byla odstraněna v roce 1831.
Ve 30. letech 19. století architekt Jean-Louis Victor Grisart (1797–1877) pasáž rekonstruoval a vytvořil další galerie uvnitř domovního bloku: galerie Saint-Marc paralelní s pasáží, galerie des Variétés, která vedla ke vstupu pro umělce do divadla Théâtre des Variétés, a galerie Feydeau a galerie Montmartre.